# Кицаевка
Кицаевка — посёлок в составе Бабеевского сельского поселения Темниковского района Республики Мордовия.

## География
Находится на расстоянии примерно 3 километра по прямой на юго-запад от районного центра города Темников.

## История
Основан конце 1920-х годов, название по фамилии основателей. В 1931 в нём было учтено 11 дворов.

## Население
Постоянное население составляло 23 человека (мордва-мокша 91 %) в 2002 году, 9 в 2010 году.